# Wielokulturowe Liceum Humanistyczne im. Jacka Kuronia
Wielokulturowe Liceum Humanistyczne im. Jacka Kuronia (WLH) – społeczna szkoła ponadgimnazjalna działająca w Warszawie w ramach Zespołu Społecznych Szkół Ogólnokształcących „Bednarska”. 
Szkoła mieści się w budynku zabytkowej mykwy żydowskiej przy ulicy Kłopotowskiego 31, użyczonym przez Gminę Wyznaniową Żydowską w Warszawie. 

## Opis
Nauka w szkole jest płatna, jednak ok. 20 procent uczniów zwolnionych jest z całości lub części czesnego w ramach stypendiów. 
Wśród nauczycieli placówki byli w różnych okresach m.in. astrofizyk prof. Roman Juszkiewicz, historycy dr hab. Piotr Laskowski i dr Anna Dzierzgowska, Katarzyna Bratkowska, dr Krzysztof Wolański. Marta Konarzewska i dr Magdalena Kowalska (język polski, literatura), dr Jarosław Szczepanik (biologia i chemia), rabinka Małgorzata Kordowicz (język hebrajski), Anna Blumsztajn i dr Magdalena Pinker (język arabski).
W rankingu serwisu Portal Maturzysty szkoła została uznana za jedno z dziesięciu najpopularniejszych liceów warszawskich.
Podobnie jak inne placówki zespołu szkół „Bednarska”, WLH jest oparta na zasadach demokratycznych. Inaczej jednak niż w przypadku pozostałych szkół, gdzie decyzje podejmują organa przedstawicielskie, w WLH obowiązuje demokracja bezpośrednia i uczestnicząca: o najważniejszych sprawach w szkole decyduje wiec, w którym wziąć może udział każdy przedstawiciel szkolnej społeczności (uczeń, rodzic, absolwent lub nauczyciel). Przygotowaniem wieców zajmuje się rotacyjna grupa pochodząca częściowo z wyboru, a częściowo z losowania. Sprawozdania z wieców publikowane są na stronie internetowej szkoły.
Zaangażowanie polityczne i społeczne uczniów, nauczycieli i absolwentów szkoły w przeszłości było przyczyną zarówno pochwał, jak i krytyki ze strony mediów, zwłaszcza w okresie demonstracji tzw. ruchu oburzonych jesienią 2011 roku.  

## Aktywność społeczna
Jednym z fundamentów szkoły jest zaangażowanie społeczne uczniów. Wspierają m.in. Klub przy ulicy Brzeskiej, gdzie pomagają uczniom z trudnych środowisk w odrabianiu lekcji, organizują kampanie społeczne a także biorą udział w Ekipie świętego Mikołaja i projektach lokalnych skierowanych do mieszkańców warszawskiej Pragi. W przeszłości liceum angażowało się także m.in. w pomoc uchodźcom z Bliskiego Wschodu w Belgradzie, w organizację warszawskiej Manify, obchodów Chanuki, w apel o reakcję prezydenta Andrzeja Dudy na zniszczenie Pomnika Pamięci o Zagładzie Romów w Borzęcinie, Festiwal Praw Człowieka, obchody rocznic powstania w getcie warszawskim czy obronę baru mlecznego „Prasowy” przed zamknięciem.